# Tùy bút
Tuỳ bút (tiếng Pháp: essai, tiếng Anh: essay) là một thể loại văn xuôi thuộc loại hình kí. Điểm tựa của tuỳ bút là cái tôi của tác giả. Qua việc ghi chép về con người, sự kiện cụ thể, có thực, tác giả tuỳ bút thể hiện cảm xúc, tình cảm, suy nghĩ của mình. Tuỳ bút thiên về tính trữ tình, có thể kết hợp trữ tình, suy tưởng, triết lí, chính luận. Bố cục bài tuỳ bút khá tự do, được triển khai theo một cảm hứng chủ đạo, một tư tưởng chủ đề nhất định. Tuỳ bút không nhất thiết phải có một cốt truyện cụ thể hay nhân vật hoàn chỉnh. Ngôn từ của tuỳ bút giàu hình ảnh, giàu chất thơ.
Nét nổi bật của tuỳ bút là qua việc ghi chép những con người và sự kiện cụ thể có thực, tác giả đặc biệt chú trọng đến việc bộc lộ cảm xúc, suy tư và nhận thức, đánh giá của mình về con người và cuộc sống hiện tại.
So với các tiểu loại khác nhau của kí, tuỳ bút vẫn có không ít những yếu tố chính luận và chất suy tưởng triết lí trong một số trường hợp nhằm bộc lộ quan điểm, lý tưởng, cảm xúc của một người hoặc một lớp người trong xã hội.
Cấu trúc của tuỳ bút, nói chung, không bị ràng buộc, câu thúc bởi một cốt truyện cụ thể, song nội dung của nó vẫn được triển khai theo một cảm hứng chủ đạo, một tư tưởng chủ đề nhất định xuyên suốt tác phẩm. Ngôn ngữ tuỳ bút giàu hình ảnh và chất thơ nhằm bộc lộ rõ những đặc điểm của sự vật sự việc được nói đến trong bài. Trong nền văn học Việt Nam hiện đại, Nguyễn Tuân là nhà văn viết tuỳ bút nổi tiếng với các tùy bút Cô Tô và Người lái đò sông Đà lần lượt được đưa vào các sách giáo khoa Ngữ văn 6 tập 2 và Ngữ văn 12 tập 1.
Đường chúng ta đi của Nguyễn Trung Thành và Dòng kinh quê hương của Nguyễn Thi là tuỳ bút xuất sắc của văn học Việt Nam trong thời kì chống Mỹ cứu nước. Đó là một số trong số ít nhũng bài văn tuỳ bút có tiếng ở Việt Nam.